# Octopoteuthidae
Famille
Genres de rang inférieur
- Octopoteuthis
- Taningia

Les octopoteuthidés (Octopoteuthidae) forment une famille de calmars. Comme leur nom l'indique, ne possèdent que huit bras ; c'est au cours de leur maturation sexuelle que les juvéniles voient leurs deux longs tentacules régresser.

## Espèces
Selon World Register of Marine Species (14 mai 2016) :
- genre Octopoteuthis Rüppell, 1844
  - Octopoteuthis danae Joubin, 1931
  - Octopoteuthis deletron Young, 1972
  - Octopoteuthis indica Naef, 1923
  - Octopoteuthis megaptera (Verrill, 1885)
  - Octopoteuthis nielseni (Robson, 1948)
  - Octopoteuthis rugosa Clarke, 1880
  - Octopoteuthis sicula Rüppell, 1844
- genre Taningia Joubin, 1931
  - Taningia danae Joubin, 1931
  - Taningia persica (Naef, 1923)